# Catafalco

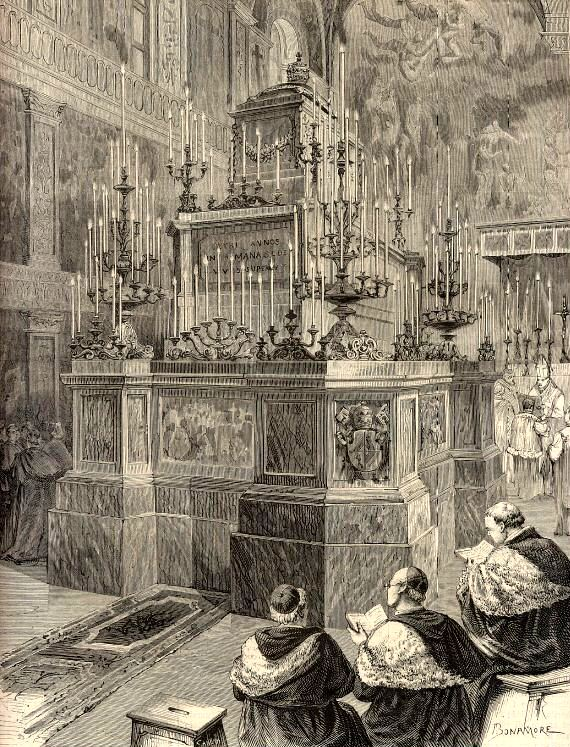
Catafalco de Pío IX en la Capilla Sixtina, 1878.

Un catafalco es un túmulo o plataforma elevada cuidadosamente adornada que se erige en el interior de los templos o lugares donde se celebran exequias solemnes. Los catafalcos tuvieron su época de máximo esplendor durante el Barroco, cuando se convirtieron en auténticas obras de arte y simbolismo que se elevaban varios metros en el interior de las iglesias. Cayeron en desuso a lo largo del siglo XX, optándose por plataformas mucho más sencillas que meramente sostienen el féretro.

## Origen del término
Del italiano catafalco, y éste del latín vulgar catafalicum, a su vez de:
- el griego κατά (katá), "junto a".
- el latín fala, "andamio", probablemente de origen etrusco.[2]

## Descripción

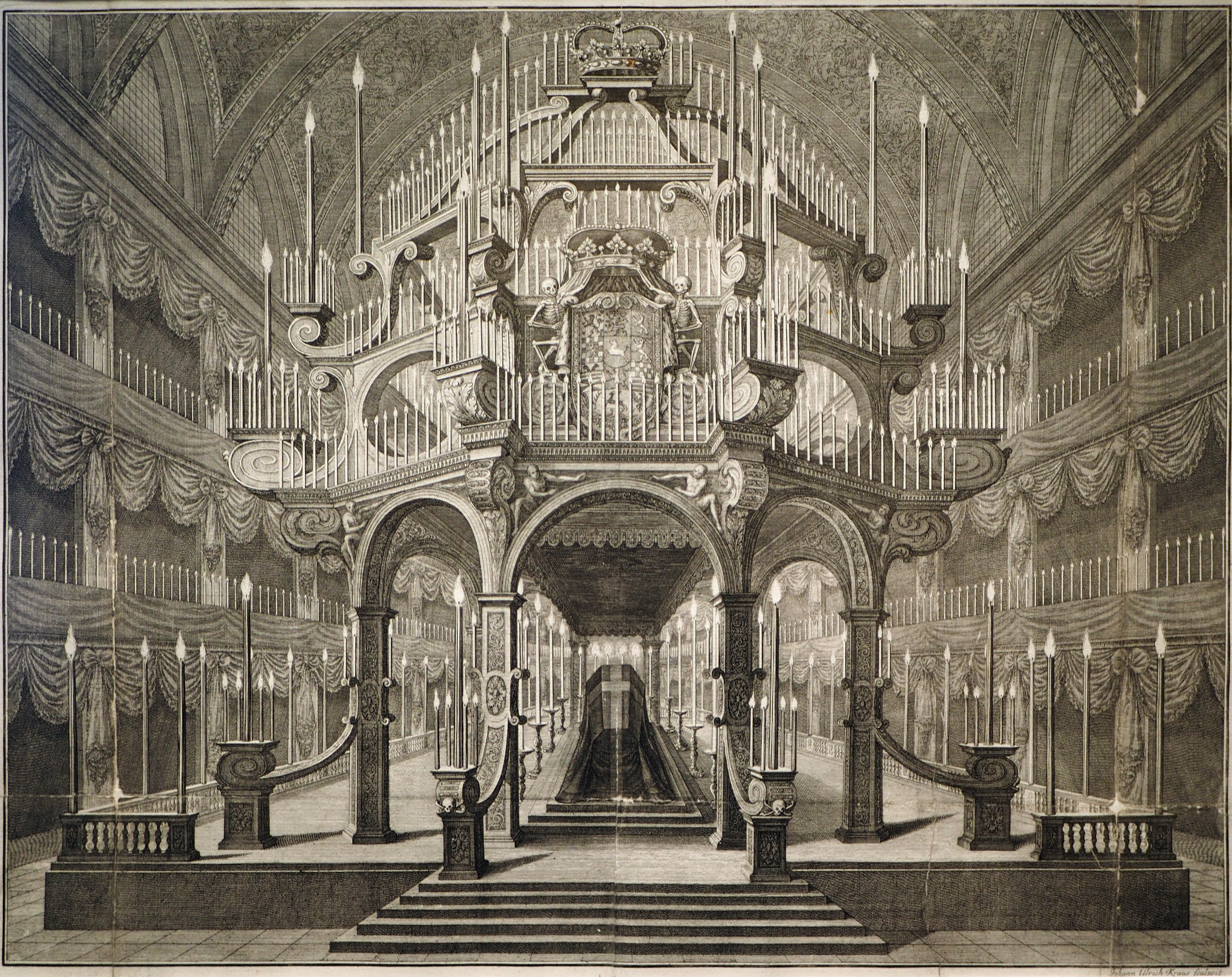
Catafalco y castrum doloris en honor al duque de Brunswick-Luneburgo en Celle (1705).

El catafalco solía tener una base rectangular o poligonal y elevarse varios centímetros del suelo, a veces trasformándose en estructuras piramidales y escalonadas de varios metros o incluso en pequeños templetes. Se decoraba con esculturas, relieves, cirios, candelabros o incensarios, así como con varios símbolos cristianos (cruces), fúnebres (esqueletos) o elementos que aludían a las virtudes del difunto. En algunas ocasiones podía cubrirse con un dosel o baldaquino. Se adornaba con los habituales colores de luto: negro, violeta o plateado o con los colores propios del cargo del difunto, como en el caso de los Papas, cuando se decora en rojo, color pontificio.
Los materiales eran casi siempre peribles, maleables y poco costosos, como madera, yeso o cera, que con frecuencia se recubrían con suntuosas telas. Dado que se trataba de obras efímeras, los catafalcos eran desmontados después de los funerales y sus partes y materiales re-aprovechados para otras exequias solemnes o celebraciones cortesanas.
El catafalco a menudo se puede confundir con el castrum doloris (del latín, lit. "castillo de dolor"), que estrictamente hablando son todas las estructuras y decoraciones que rodean al catafalco con el sarcófago.

## Historia
El uso de grandes catafalcos ya está documentado en la Antigüedad, pero solo se recupera en Europa a partir del siglo XV, siendo Italia el origen de esta recuperación. En España, las exequias de Carlos V en 1558 son las primeras en usar un catafalco.
Sin embargo, es a finales del siglo XVII, en época barroca, cuando los catafalcos adquieren en Europa proporciones monumentales, siendo además decorados con gran profusión y detalle, por lo que pueden llegar a considerarse ejemplos de arquitectura efímera.
En España, uno de los primeros grandes catafalcos fue el levantado en honor de Felipe III por Juan Goméz de Mora, que seguía una sobria inspiración herreriana. Con el catafalco de Felipe IV, obra de Sebastián Herrera Barnuevo y elevado en 1666, se produjo un claro giro hacia formas más barrocas. Sin embargo, el que José de Churriguera diseñó para la reina María Luisa de Orleans en 1689 anunciaba ya la exuberancia y el exceso churrigueresco que dominarían los catafalcos regios hasta bien entrado el siglo XVIII, y que tendrían su máximo exponente en los concebidos por Teodoro Ardemans. Los catafalcos diseñados por Giovanni Battista Sachetti a finales del reinado de Felipe V y durante el de Fernando VI ya optaron por soluciones menos castizas y más clasicistas, de clara impronta italiana.
En Francia, el primer gran catafalco, o machine à l'italienne, fue erigido en Saint Denis en 1669, en honor a Enriqueta María de Inglaterra y el apogeo llegó con el monumental túmulo en honor a la reina María Teresa de Austria en Notre Dame, diseñado por Jean Bérain en 1683.
En el último tercio del siglo XVIII, el catafalco adoptó formas claramente antiquizantes, con masas claras, formas depuradas y detalles neoclásicos (roleos, pebeteros, guirnaldas o drapeados). Clara muestra de ello es el catafalco para María Teresa de Austria elevado en Notre Dame en 1781 y diseñado por el afamado Pierre-Adrien Pâris, o el túmulo en honor de Carlos III construido en 1789 en la iglesia de Santiago de los Españoles de Roma; en él, su arquitecto, Giuseppe Pannini, optó por realizar una versión reducida de los templos de Paestum.
Los grandes catafalcos continuaron usándose a lo largo de todo el siglo XIX e inicios del XX, tanto en exequias de soberanos como Vittorio Emanuele II de Italia, de presidentes como Sadi Carnot o de celebridades como el torero José Gómez Ortega.

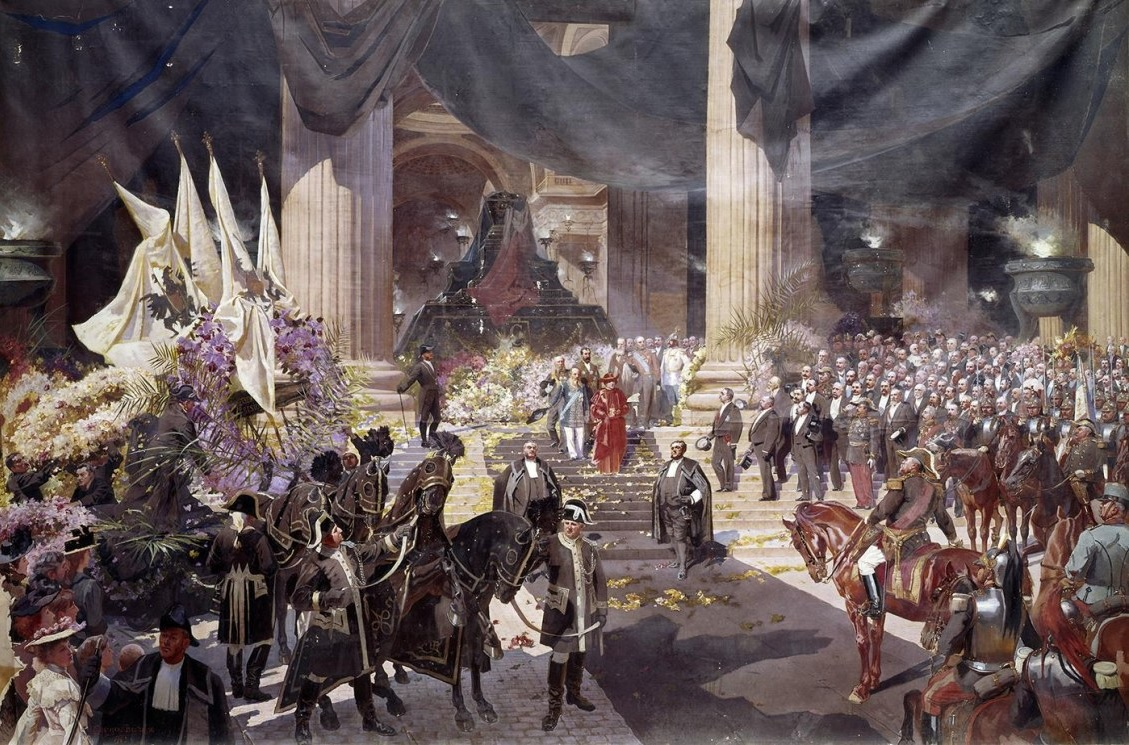
Funerales del presidente Sadi Carnot en el Panteón (1894). El catafalco se aprecia al fondo, en el interior del templo.

## Uso
Sobre el catafalco se colocaban los restos mortales del difunto ya sea directamente sobre él, o bien, dentro de un sarcófago, féretro o similar, que podía estar abierto o no. Este arreglo se hacía durante las ceremonias previas al enterramiento, que podían durar días, para rendir honras fúnebres al finado.
En otros casos el catafalco se erigía para honrar al difunto, sin que por ello contuviera sus restos, tal es el caso de los catafalcos erigidos en las iglesias para conmemorar la muerte de soberanos. Por ejemplo, en el caso de la muerte de Carlos III en 1788 se erigieron catafalcos en la iglesia de Santiago de los Españoles de Roma, en la catedral de Barcelona, en la catedral de Sevilla, en la catedral de Guatemala, en la iglesia de la Merced de Sevilla, en la catedral de Lima, en la catedral de Puebla y en la catedral de Granada. Ninguno de estos catafalcos contenían los restos del monarca, que se expusieron el salón del Trono del Palacio Real de Madrid.

## Galería de catafalcos en España

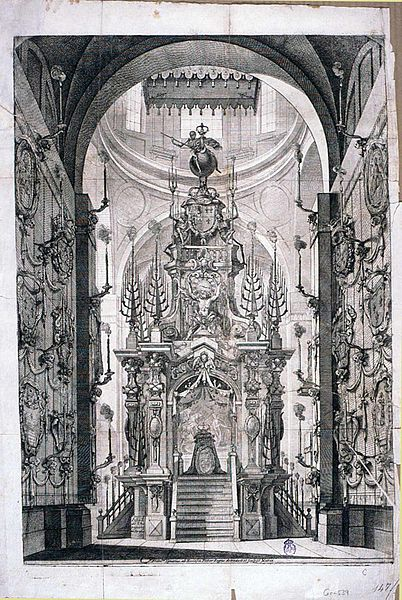
Catafalco en honor a María Luisa de Orléans en el convento de la Encarnación de Madrid (1689).
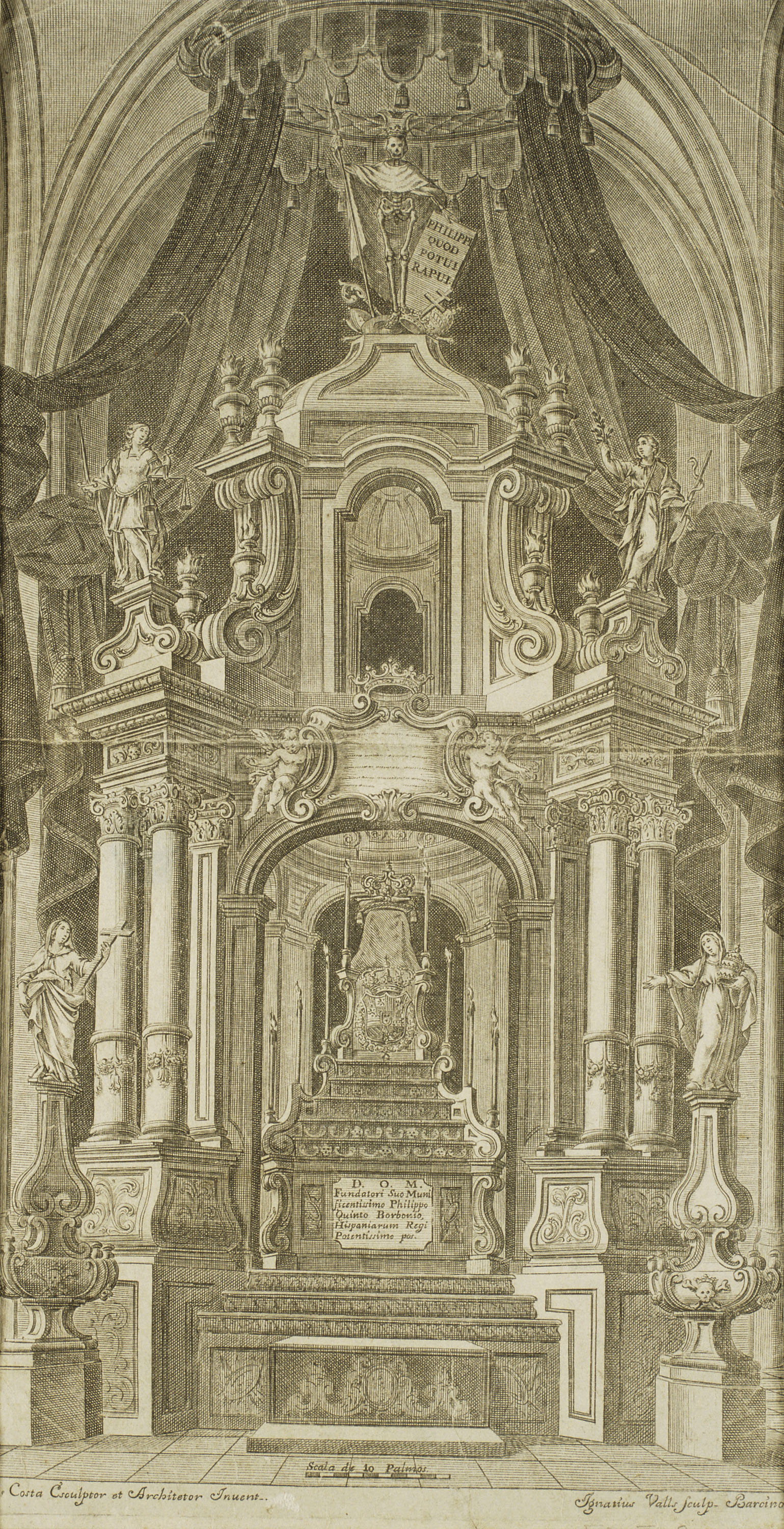
Catafalco en honor a Felipe V en la universidad de Cervera (1747).
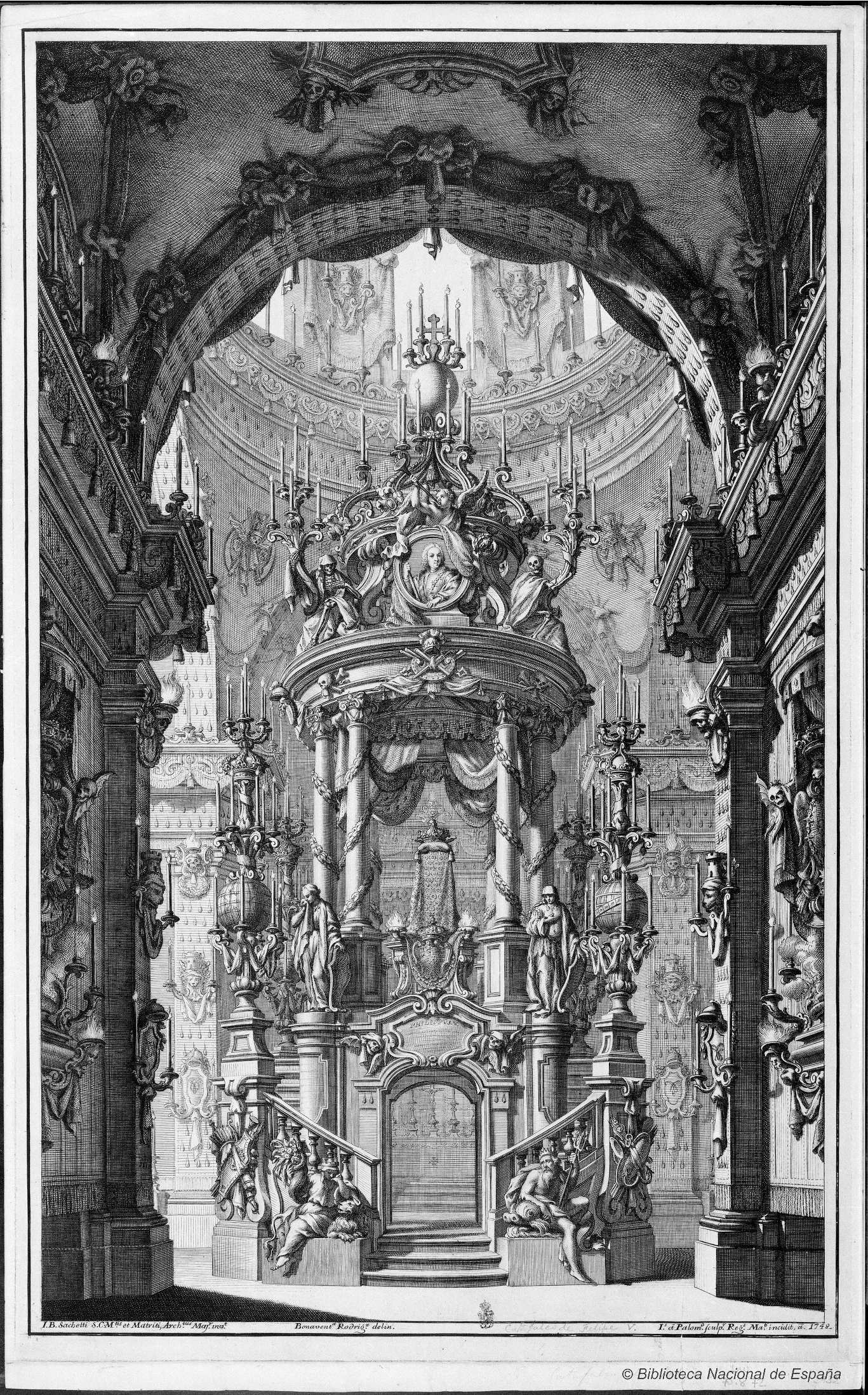
Catafalco en honor a Felipe V en el convento de la Encarnación de Madrid (1747).
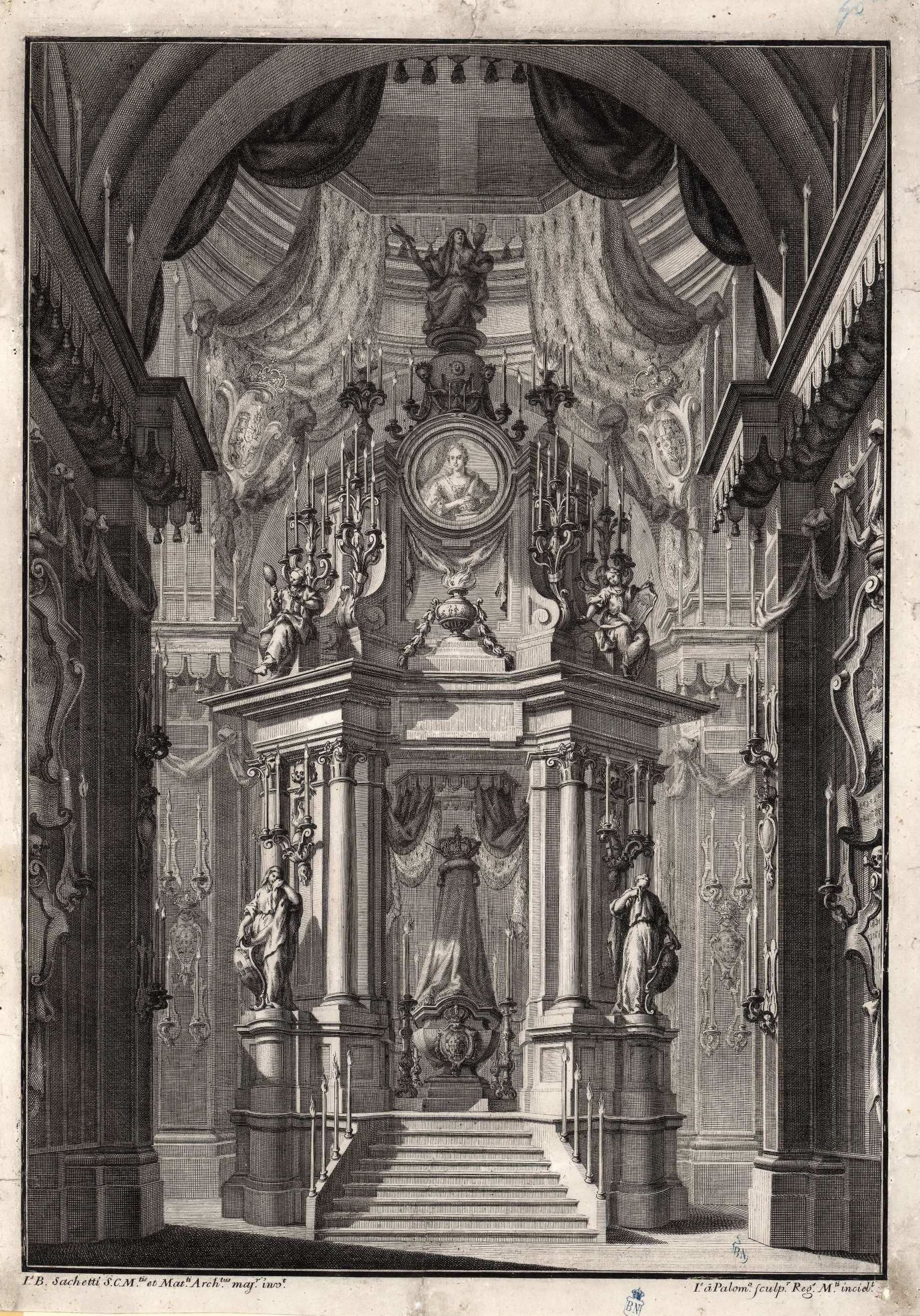
Catafalco en honor a Bárbara de Braganza en el convento de la Encarnación de Madrid (1758).
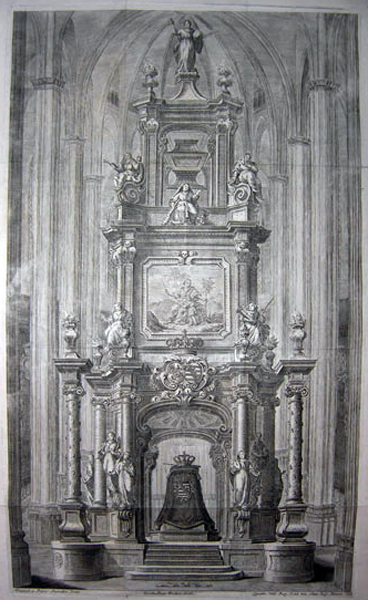
Catafalco en honor a María Amalia de Sajonia en la catedral de Barcelona (1761).
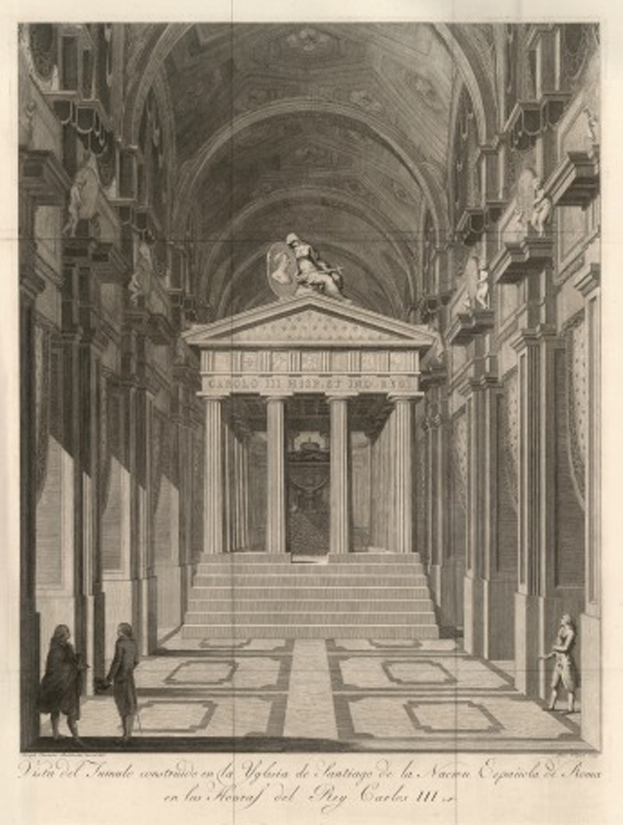
Catafalco en honor a Carlos III en la iglesia de Santiago de los Españoles de Roma (1789).

## Galería de catafalcos en Europa

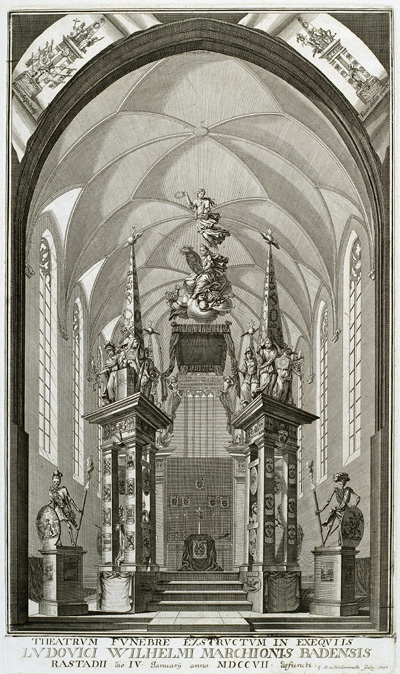
Catafalco en honor al margrave de Bade-Baben en Rastatt (1707).
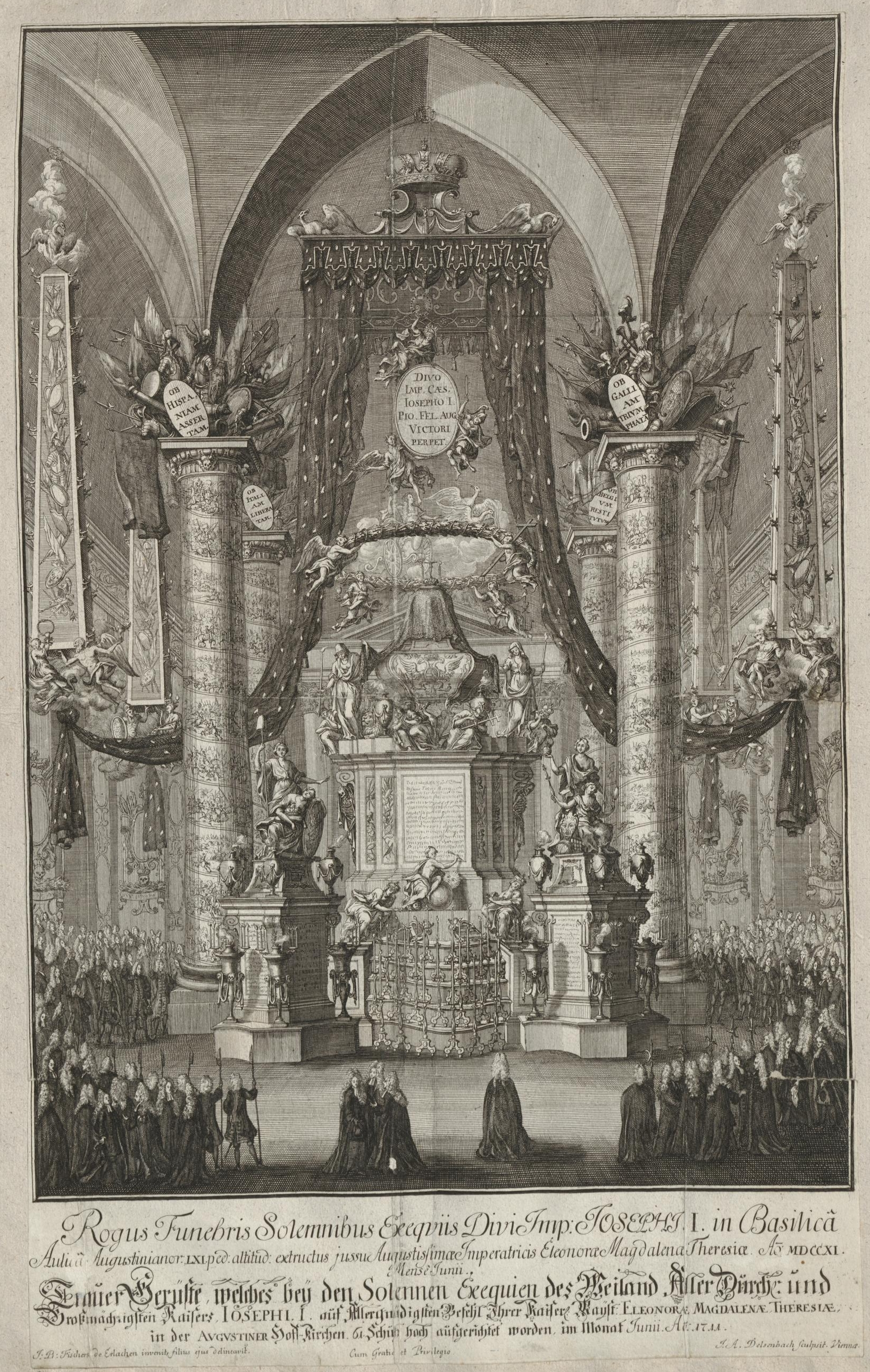
Catafalco en honor al emperador José I en la Augustinerkirche de Viena (1711).
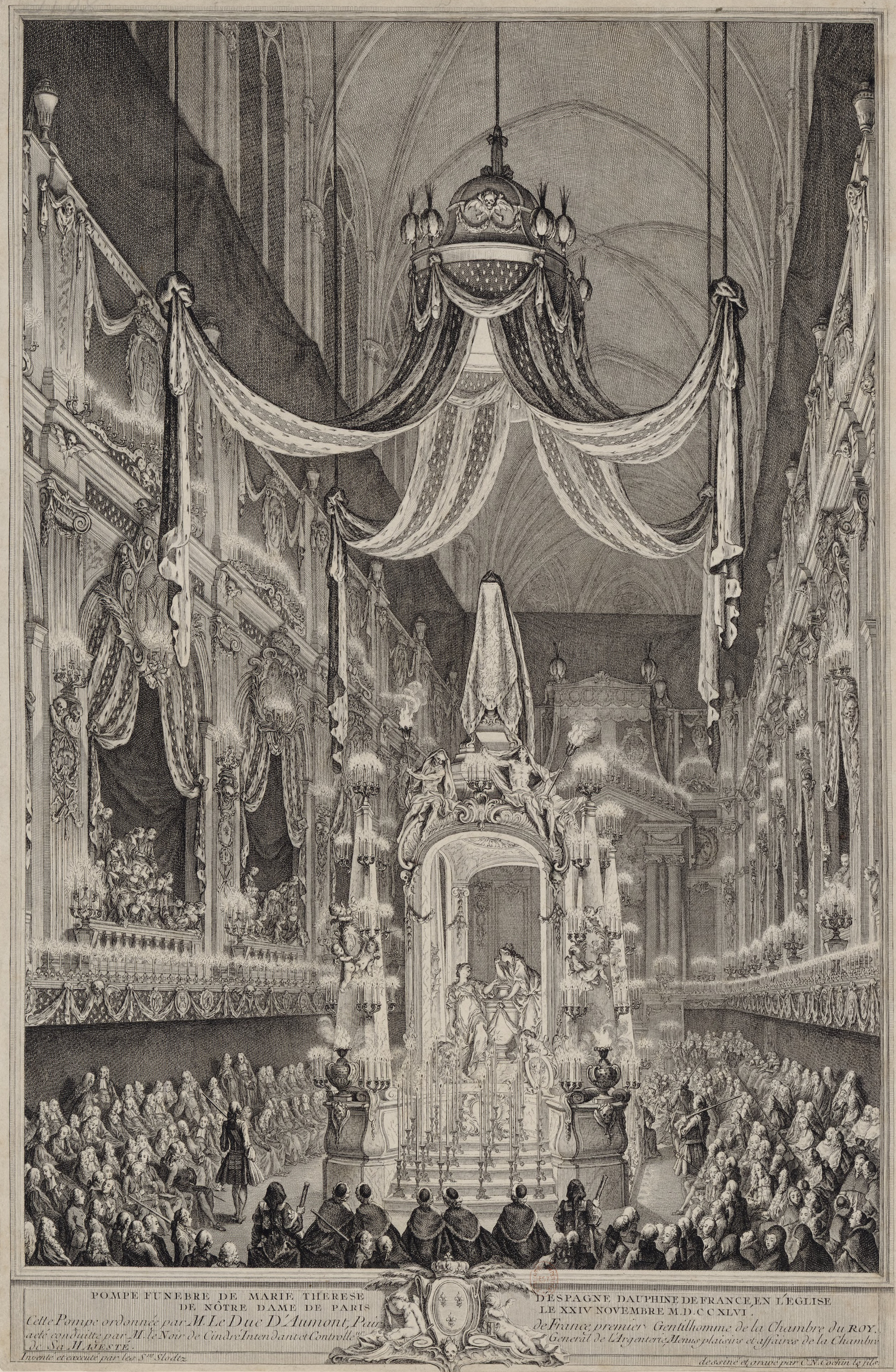
Catafalco en honor a la delfina María Teresa Rafaela en Notre-Dame de Paris (1746).
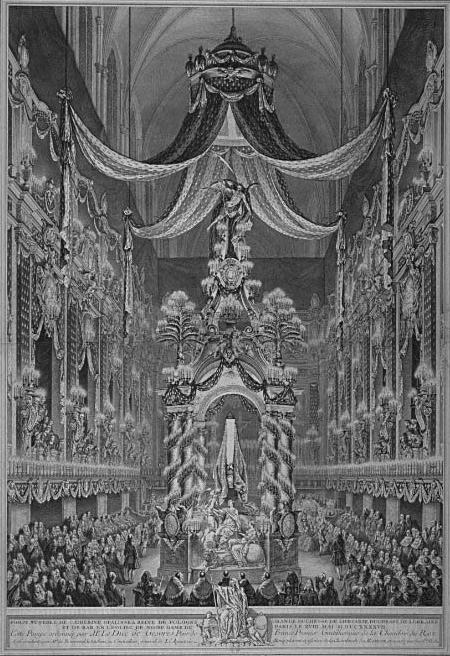
Catafalco en honor a la reina Catalina Opalinska en Notre-Dame de Paris (1747).